# Rocket Ride (canción)
«Rocket Ride» es una canción de la banda estadounidense Kiss, compuesta por el guitarrista Ace Frehley junto a Sean Delaney, e incluida en el álbum en vivo Alive II. El mismo Frehley fue el encargado de las voces. Rocket Ride alcanzó la posición #39 en la lista Billboard Hot 100, convirtiéndose en el séptimo Top 40 de la banda en Estados Unidos.

## Créditos
- Ace Frehley - voz, guitarra
- Paul Stanley - guitarra
- Gene Simmons - bajo
- Peter Criss - batería